# Seriation (Archäologie)
Der Begriff Seriation ist abgeleitet von dem Wort Serie, das eine Reihe bestimmter gleichartiger Dinge und Folgen bezeichnet. In diesem Sinne ist es auch ein Gestaltungsprinzip, durch regelmäßiges Wiederholen freier oder vorgegebener Formen ein vollkommenes Gleichmaß zu erreichen, z. B. beim Mäander.

## Wissenschaftsgeschichte
Jens Jacob Asmussen Worsaae, er war ein Schüler des dänischen Altertumsforscher Christian Jürgensen Thomsen, formulierte, noch bevor Oscar Montelius sein Konzept des „geschlossenen Fundes“ darlegte, die Bedeutung von Funden und Fundkontexten, die in einer ungestörten, gemeinsamen Lage zueinander liegen, für die relative Chronologie.
Das Verfahren wurde nach verschiedenen – etwas anders gearteten – Vorläufern von Klaus Goldmann 1972 eingeführt zur Ordnung einer Anwesenheits- / Abwesenheits-Matrix. Danach wurde es stetig verbessert, unter anderem in den 1980er Jahren von Peter Ihm durch Berücksichtigung der Häufigkeiten. Weitere Forschungen führten zur Entdeckung, dass die optimale Art der Diagonalisierung mit Hilfe einer Korrespondenzanalyse erzielt werden kann; die erste Lösung dieses potentiell mehrdimensionalen Verfahrens ist identisch mit dem Ergebnis einer Seriation.

## Erläuterung
In der Archäologie wird mit Seriation ein Verfahren zur Ordnung schwach besetzter Matrizen nach dem unimodalen Modell benannt. Es dient der relativen Datierung von Artefakten aus verschiedenen Fundstätten, um diese in eine chronologische Reihenfolge zu bringen (Altersbestimmung (Archäologie)).
Diese „schwach besetzten Matrizen“ sind in der Regel umfangreiche Tabellen, die zu einem bestimmten Thema in den Zeilen die geschlossene Funde aufführen (z. B. Abfallgruben, Gräber) und in den Spalten spezifische Fundtypen (Keramik, Schmuck, Waffen). Die Tabellen verzeichnen entweder das Vorkommen und Nicht-Vorkommen dieser Typen („null“ oder „eins“, auch: Anwesenheits-/Abwesenheits-Matrix oder Inzidenzmatrix) oder auch die Häufigkeit des Vorkommens der Typen (Häufigkeitsmatrix).
Im Alltag begegnet man vielen Phänomenen, die dem linearen Modell unterliegen: Je mehr Benzin getankt wird, desto höher fällt die Rechnung aus. Ein unimodales Modell liegt vor, wenn ein Phänomen zunächst häufiger, nach einem Maximum jedoch wieder seltener wird. Diese Annahme machen Archäologen für Phänomene entlang der Zeitachse: irgendetwas existiert noch nicht; es wird erfunden und taucht danach gelegentlich auf; es wird zunehmend beliebt und taucht häufig auf; es wird durch etwas Neues abgelöst, wieder unmodern und in den Fundspektren seltener bis zum Verschwinden. Die Seriation ist das adäquate mathematische Verfahren, Tabellen, die solchen Phänomenen unterliegen, geeignet zu ordnen, so dass sie im Ergebnis die geschlossenen Funde und die Typen in einer chronologischen Ordnung zeigen.